# Arnošt Lustig
Arnošt Lustig, född 21 december 1926 i Prag, död 26 februari 2011 i Prag, var en tjeckisk journalist och författare som skrivit romaner, noveller, teaterstycken och manus som ofta handlar om Förintelsen.
Som judisk pojke i Tjeckoslovakien under andra världskriget skickades han 1942 till koncentrationslägret Theresienstadt, och sedan till  Auschwitz och Buchenwald. Han lyckades 1945 fly från ett tåg till Dachau. Han återvände till Prag i maj 1945 för att delta i ett uppror mot nazisterna.
Efter kriget studerade han journalistik på Karlsuniversitetet i Prag och arbetade sedan på Radio Prag under ett antal år. Han arbetade som journalist i Israel under samma tid som frihetskriget, då han mötte sin framtida fru, som arbetade som volontär med Haganah. Han var en av de tyngre kritikerna av kommunistregimen i juni 1967 på den fjärde Författarnas konferens, och sade upp sitt medlemskap i Kommunistpartiet efter 1967 års mellanösternkrig för att protestera mot att hans regering bröt relationerna med Israel. Dock lämnade han landet efter den Sovjetledda invasionen som slutade med Pragvåren 1968. Först flyttade han till Israel, sedan till Jugoslavien och senare, under 1970-talet, till USA. Efter östblockets fall under 1989 pendlade han mellan Prag och Washington, D.C., där han fortsätta att undervisa vid American University. Efter att ha slutat på American University år 2003 blev han medborgare i Prag. Han fick en lägenhet på Prags borg av presidenten Václav Havel och hyllades för sina bidrag till den tjeckiska kulturen på sin 80-årsdag 2006. År 2008 blev Lustig den åttonde mottagaren av Franz Kafka-priset.
Lustig var gift med Vera Weislitzova (född 1927 död 2008), dotter till en möbeltillverkare från Ostrava som också var fängslad i Theresienstadt, koncentrationslägret. Till skillnad från sina föräldrar blev hon inte förd till Auschwitz. Hon skrev om sin familjs öde under förintelsen i diktsamlingen Daughter of Olga and Leo. De har två barn, Josef (född 1950) och Eva (född 1956). Lustig avled den 26 februari 2011. 